# Dummar
Dummar (tiếng Ả Rập: دمر) là một quận của thành phố Damascus, Syria, nằm ở phía tây bắc của thành phố. Đây là quận lớn nhất của Damascus về diện tích.

## Lịch sử
Việc xây dựng quận đã được đưa ra vào những năm 1970, với những cư dân đầu tiên chuyển đến vào giữa những năm 1980. Ngày nay, nó là một vùng ngoại ô phần lớn thuộc tầng lớp trung lưu của nhiều chuyên gia Damascene.
Đô thị bao gồm các Kurd hàng xóm của Wadi al-Mashari (tiếng Ả Rập: وادي المشاريع, tiếng Kurd: Zorava, có nghĩa là Dự án Thung lũng) 
Kể từ khi bắt đầu cuộc nội chiến ở Syria, nơi đây được biết đến là khu vực an toàn nhất của Damascus và là nơi diễn ra cuộc đua marathon từ thiện dành cho trẻ em bị ung thư.

## Vùng lân cận

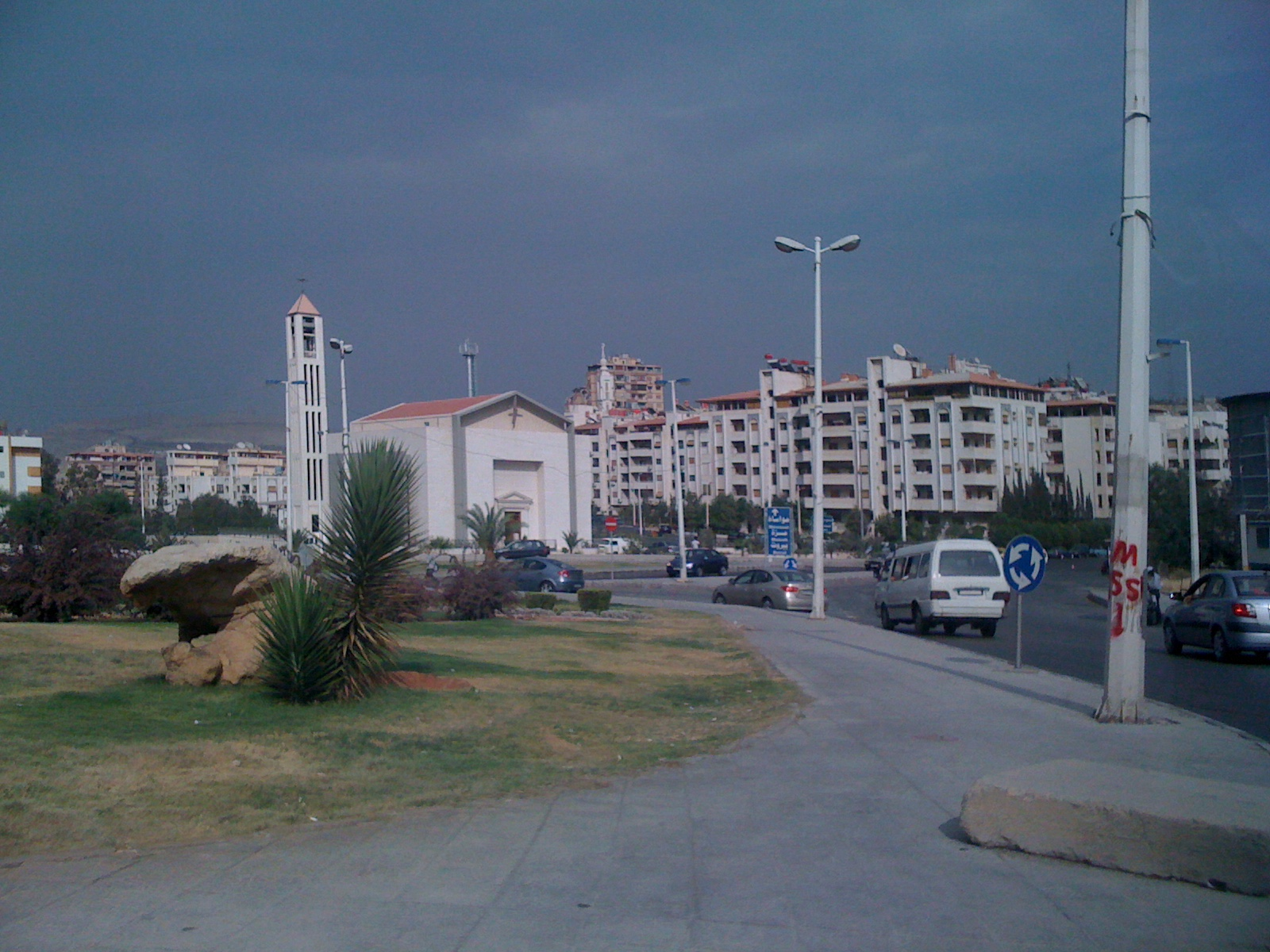
Nhà thờ và nhà thờ Hồi giáo Dummar trong nền

- Al-Arin (pop 14,285)
- Dahiyet Dummar (pop. 18,739)
- Dummar al-Gharbiyah (pop 30,031)
- Dummar al-Sharqiyah (pop 19,739)
- Al-Wuroud (pop 14.167) Nhà thờ và nhà thờ Hồi giáo Dummar trong nền